# Tubigon
Tubigon ist eine philippinische Stadtgemeinde in der Provinz Bohol. Sie hat 45.893 Einwohner (Zensus 1. August 2015). Tubigon ist der zu Cebu nächstgelegene Seehafen.

## Baranggays
Tubigon ist administrativ in 34 Baranggays unterteilt.
| - Bagongbanwa - Bunacan - Banlasan - Batasan (Batasan Island) - Bilangbilangan - Bosongon - Buenos Aires - Cabulihan - Cahayag - Cawayanan - Centro (Pob.) - Genonocan | - Guiwanon - Ilihan Norte - Ilihan Sur - Libertad - Maca-as - Mocaboc Island - Matabao - Panadtaran - Panaytayon - Pandan - Pangapasan (P. Island) | - Pinayagan Norte - Pinayagan Sur - Pooc Occidental (Pob.) - Pooc Oriental (Pob.) - Potohan - Talenceras - Tan-awan - Tinangnan - Ubay Island - Ubojan - Villanueva |

|  |  |  |